# Distretto di Olleros (Ancash)
Il distretto di Olleros è un distretto del Perù nella provincia di Huaraz (regione di Ancash) con 2.581 abitanti al censimento 2007 dei quali 1.392 urbani e 1.189 rurali.
È stato istituito il 16 ottobre 1933.